# Dictynomorpha smaragdula
Dictynomorpha smaragdula är en spindelart som först beskrevs av Simon 1905.  Dictynomorpha smaragdula ingår i släktet Dictynomorpha och familjen kardarspindlar.
Artens utbredningsområde är Sri Lanka. Inga underarter finns listade i Catalogue of Life.